# 瓜達盧佩河
瓜達盧佩河是西班牙的河流，屬於瓜地亞納河的右支流，發源自瓜達盧佩，流經卡塞雷斯省和巴達霍斯省，河道全長40.56公里，流域面積378.97平方公里。

## 语源
可能来自阿拉伯语“wadi”，中文意为山谷或河；或拉丁语，中文意为狼。